# Thomas James Henderson

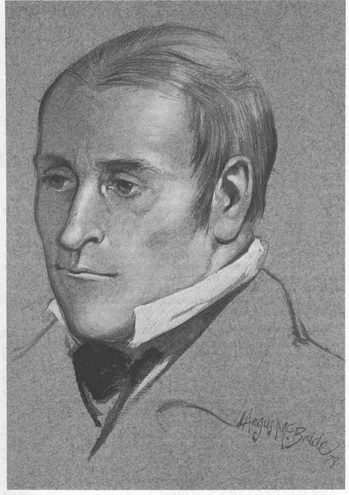
Thomas James Henderson

Thomas James Alan Henderson (Dundee, 28 december 1798 - Edinburgh, 23 november 1844) was een Schots astronoom vooral bekend omdat hij de eerste was die de afstand tot Alpha Centauri berekende.

## Biografie

### opleiding
Hij liep school in de middelbare school van Dundee en studeerde daarna rechten. Hij werkte vervolgens als assistent bij meerdere notarissen. Bij het uitoefenen van zijn hobby's, astronomie en wiskunde, ontdekte hij een nieuwe methode om een lengtegraad te meten aan de hand van de occultatie van de maan. Dit kwam tot de oren van Thomas Young, lid van de Royal Navy's Nautical Almanac. Young hielp Henderson de wereld van de astronomie binnen en duidde hem aan als zijn opvolger naar zijn dood

### Afrika
Henderson nam de ^positie van Young niet over, maar zijn aanbeveling was voldoende om een positie in het observatorium van Kaap de Goede Hoop te verwerven. Tussen april 1832 en mei 1833 deed hij heel veel sterrenobservaties waaronder de grote eigenbeweging van de heldere zuidelijke ster Alpha Centauri. Hij besloot hieruit dat deze ster weleens redelijk dichtbij kon zijn.
Hij gebruikte de parallaxmethode om deze metingen te doen, maar kon de berekening pas doen toen hij terug was in het Verenigd Koninkrijk wegens gezondheidsredenen.
Hij berekende dat de ster op iets minder dan één parsec lag en hierdoor ongeveer 3,26 lichtjaar was verwijderd. Hij zat er 33,7 % naast want de ster ligt feitelijk op 4,36 lichtjaar
Hij hield de publicatie van deze gegevens tegen door zijn twijfels over de nauwkeurigheid van zijn instrumenten.
Doordat Friedrich Wilhelm Bessel in 1838 de afstand via parallax publiceerde van de ster 61 Cygni wordt hij als de eerste beschouwd. Henderson kreeg de tweede plaats door zijn eigen gebrek aan vertrouwen toen hij in 1839 uiteindelijk toch de gegevens publiceerde.

### Schotland
Zijn werk op de kaap gaf hem veel aanzien en hij kreeg een leerstoel aangeboden op de Universiteit van Edinburgh op aanraden van de toenmalige eerste minister Viscount Melbourne. Hij werkt van 1834 in het observatorium van Edinburgh tot aan zijn overlijden.
In april 1840 werd hij verkozen tot lid van de Royal Society.
Hij ligt begraven op het Greyfriars Kirkyard kerkhof te Edinburgh.